# Dimos Patras
Dimos Patras (Patras) är en kommun i Grekland.   Den ligger i prefekturen Nomós Achaḯas och regionen Västra Grekland, i den centrala delen av landet, 170 km väster om huvudstaden Aten. Antalet invånare är 210 494.